# Trojno povečana šeststrana prizma
| Trojno povečana šeststrana prizma | Trojno povečana šeststrana prizma                                |
| --------------------------------- | ---------------------------------------------------------------- |
|                                   |                                                                  |
| Vrsta                             | Johnsonovo telo J76-J77-J78                                      |
| Stranske ploskve                  | 3x5 trikotnikov 3x5+10 kvadratov 1+2x5 petkotnikov 1 desetkotnik |
| Oglišča                           | 55                                                               |
| Robovi                            | 105                                                              |
| Konfiguracija oglišča             | 10(4.5.10) 10(3.42.5) 2x5+2x10(3.4.5.4)                          |
| Grupa simetrije                   | C5v                                                              |
| Dualni polieder                   | -                                                                |
| Lastnosti                         | konveksna                                                        |
| mreža telesa                      |                                                                  |

Trojno povečana šestrana prizma je eno izmed Johnsonovih teles (J57).
V letu 1966 je Norman Johnson (rojen 1930) imenoval in opisal 92 teles, ki jih imenujemo Johnsonova telesa.